# 밴쿠버 공립 도서관

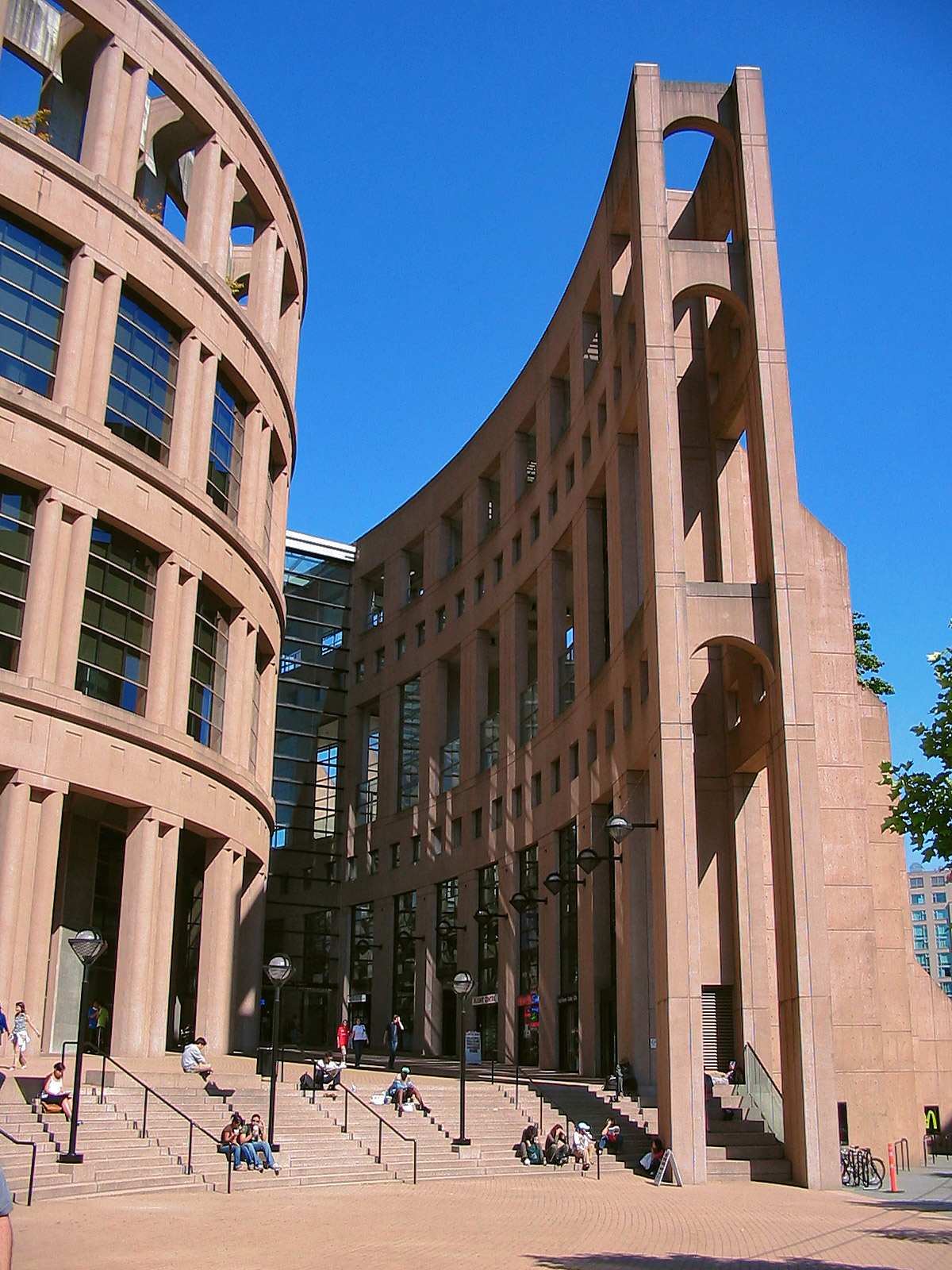
현재의 도서관

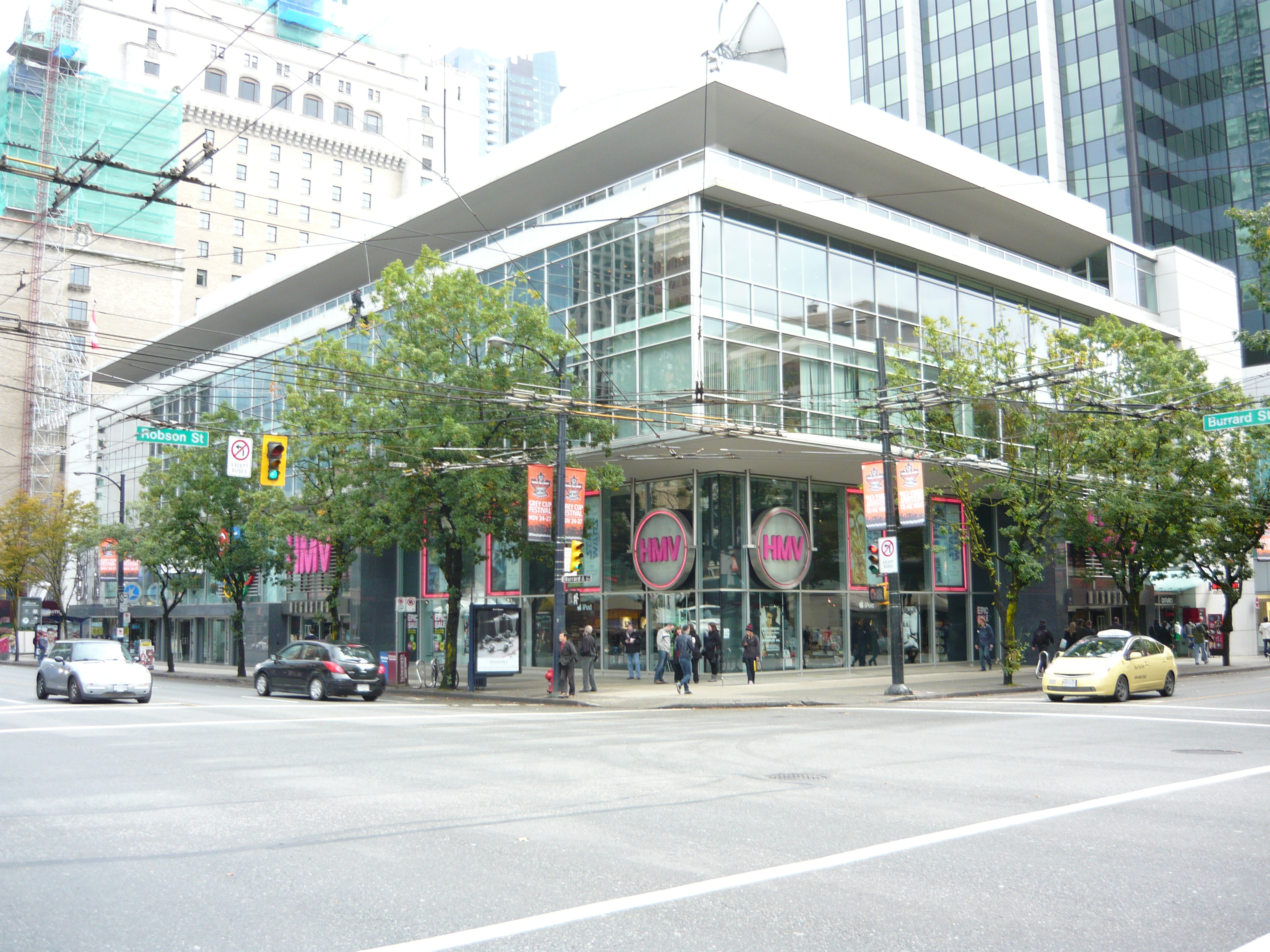
버라드(Burrard) 가에 위치한 이전의 도서관

밴쿠버 공립 도서관(Vancouver Public Library)은 캐나다에서 두 번째로 큰 공공도서관 시스템으로, 2,800,000 건 이상의 물품의 콜렉션과 22개의 지점이 있으며, 한 해 동안의 대여 물품 수가 900만 건에 가깝다. 가장 큰 지점인 행정의 중심지 센트럴 브랜치(Central Branch)는 다운타운 밴쿠버의 라이브러리 광장에 위치해 있다.

## 서비스
- 정보 및 참조 서비스
- 전문(全文) 데이터베이스 접근
- 커뮤니티 정보
- 인터넷 접속
- 독자 충고 서비스
- 어린이, 청년, 성인을 위한 프로그램
- 가정 배달
- 도서관 간 대여
- 오디오북의 무료 다운로드

## 사진

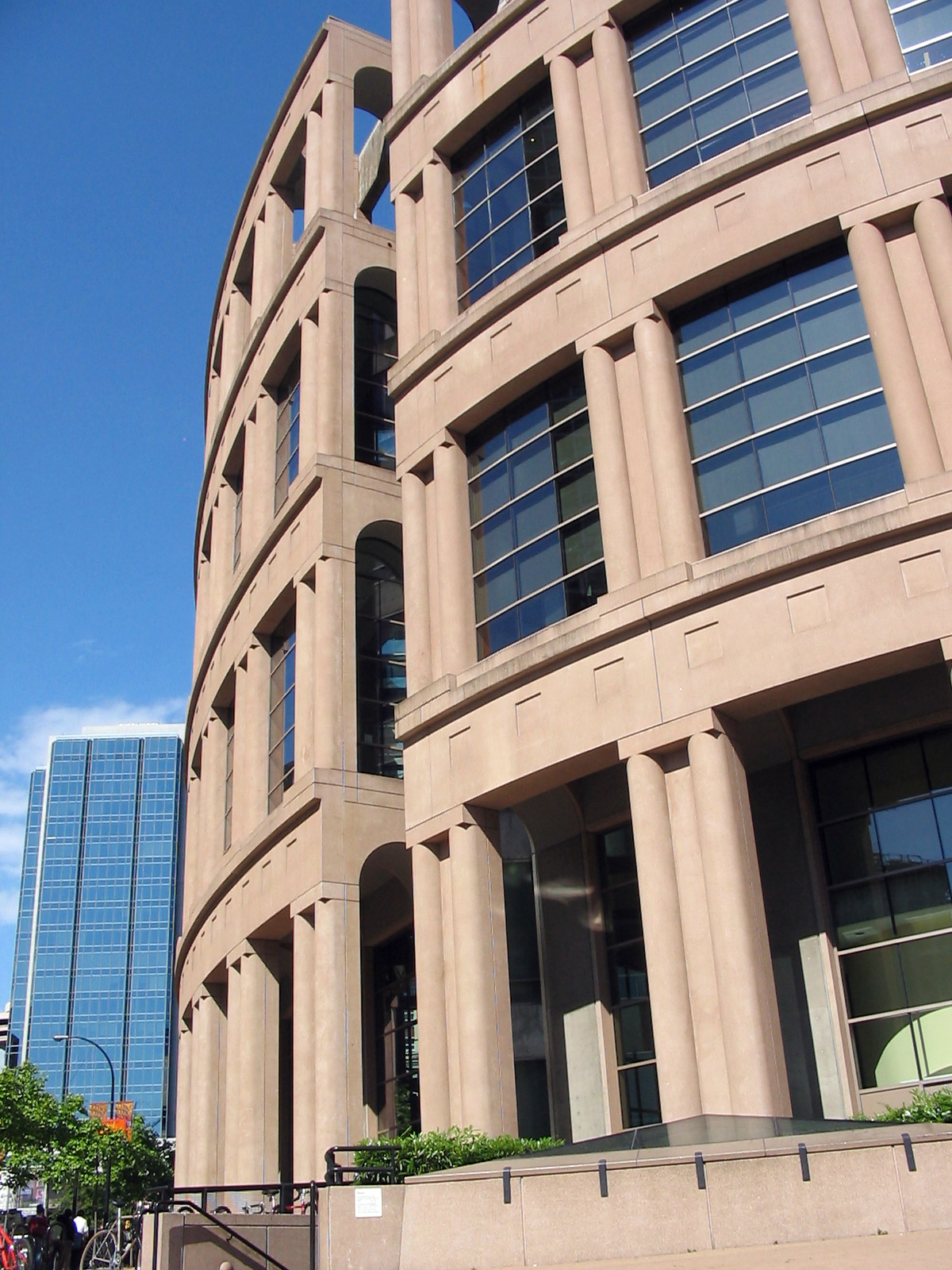
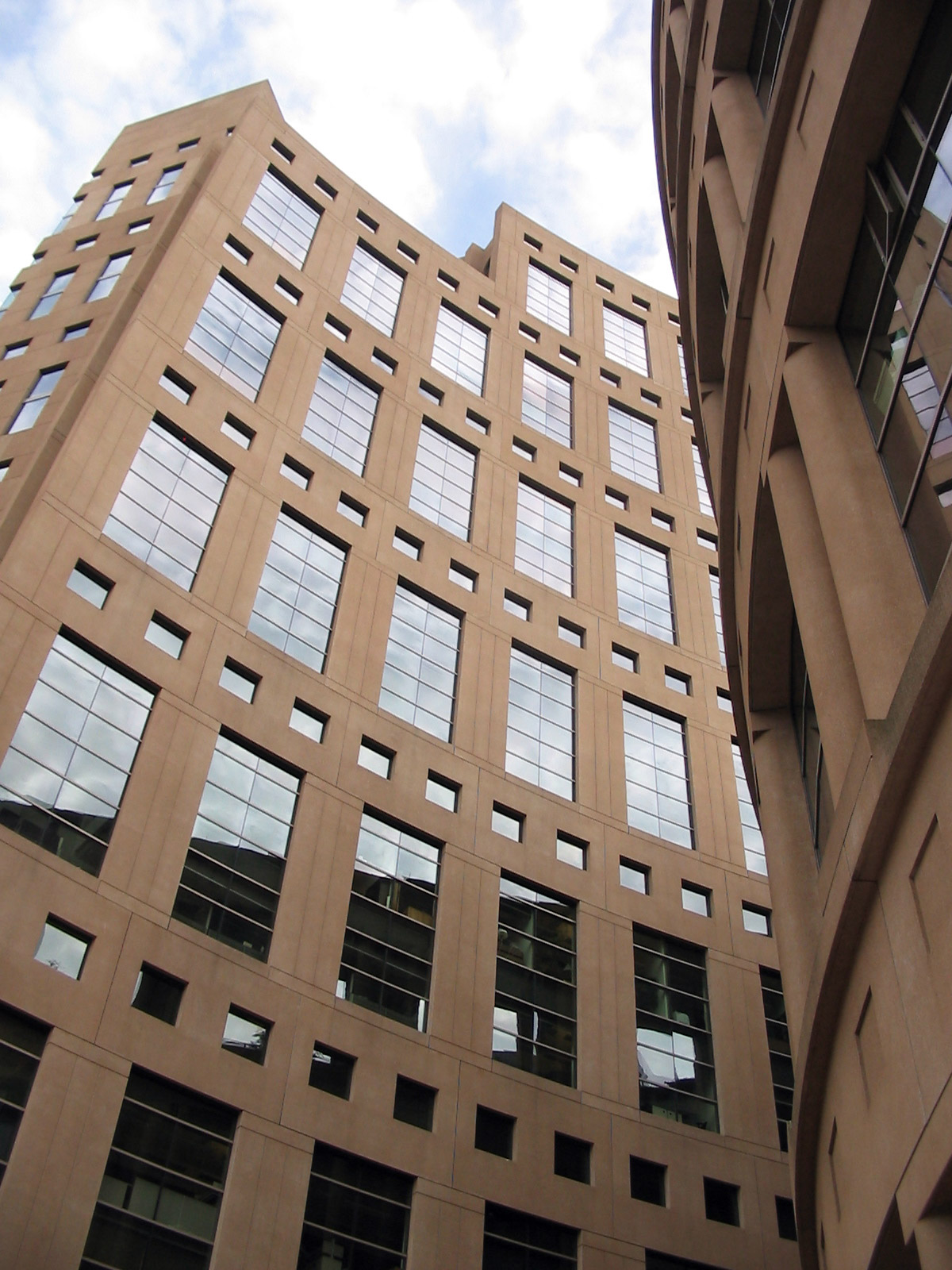
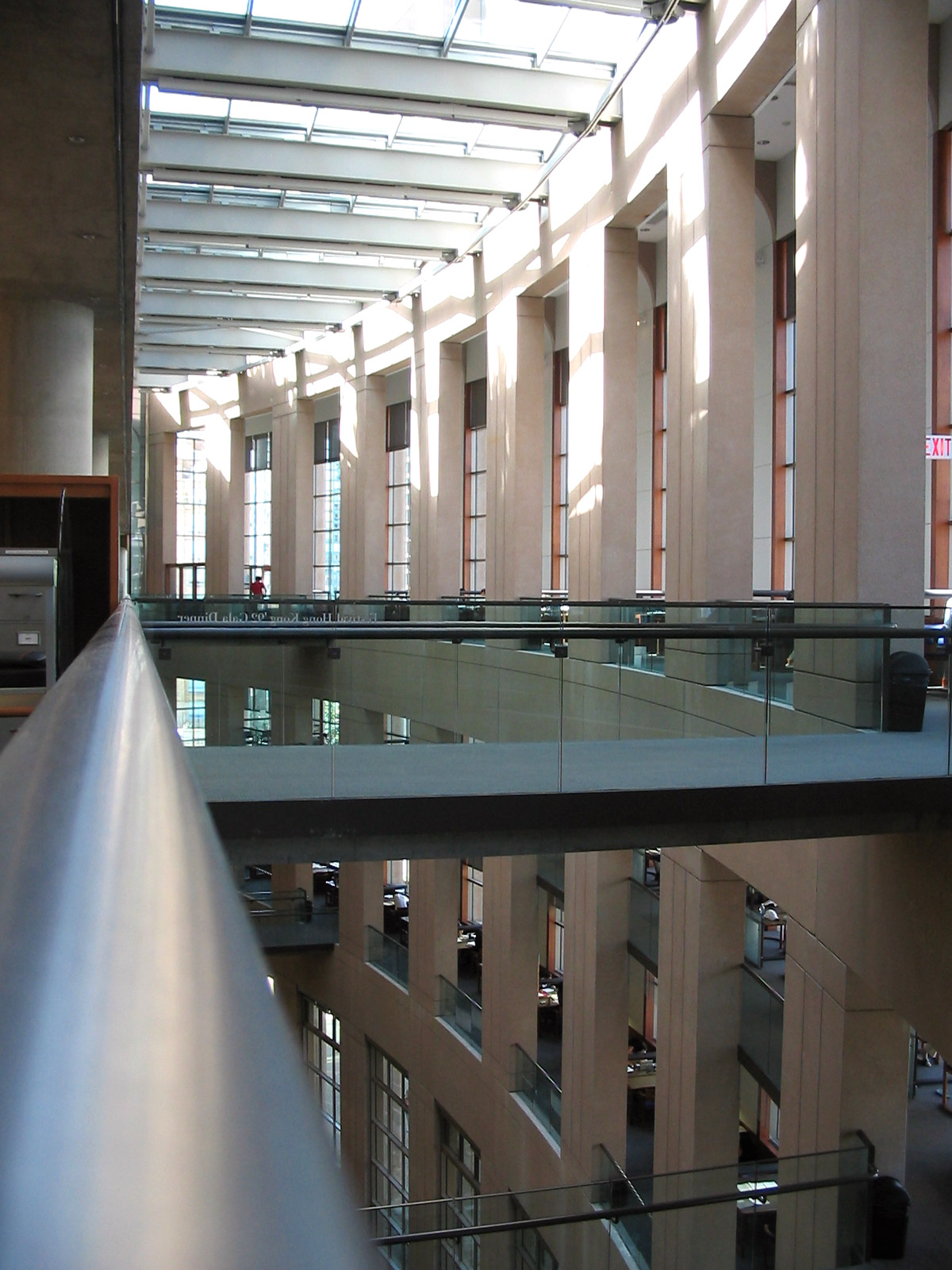
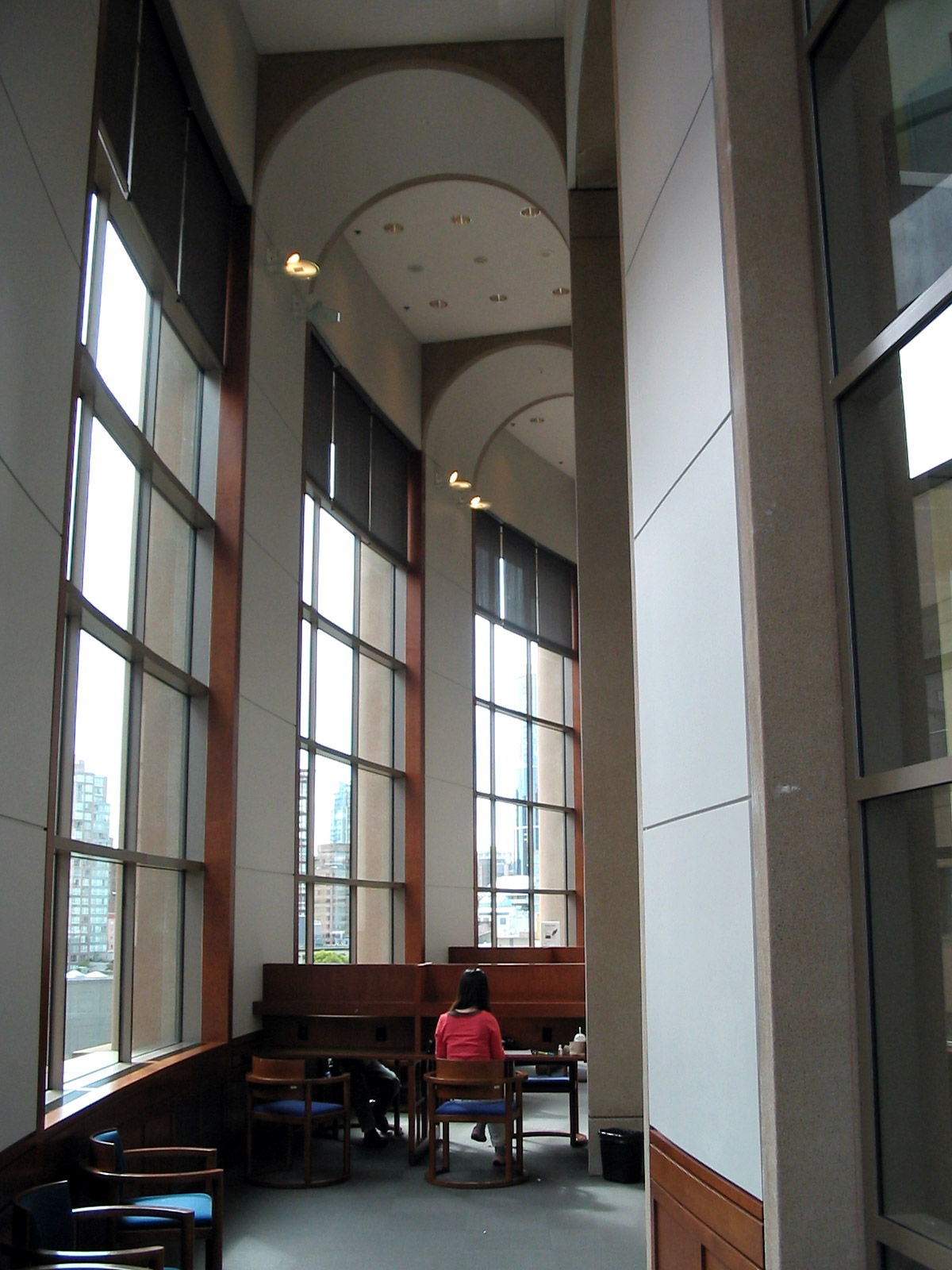
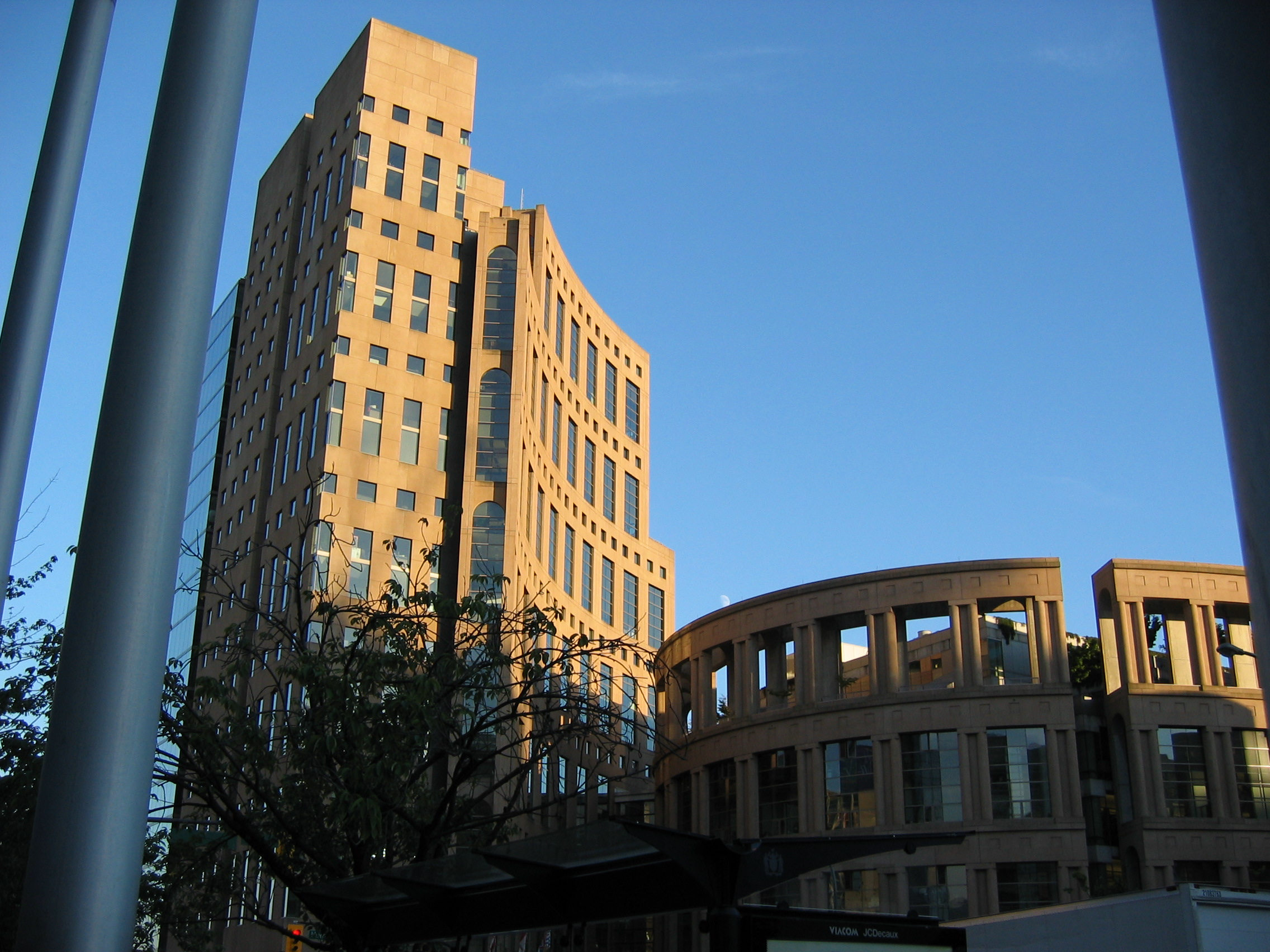
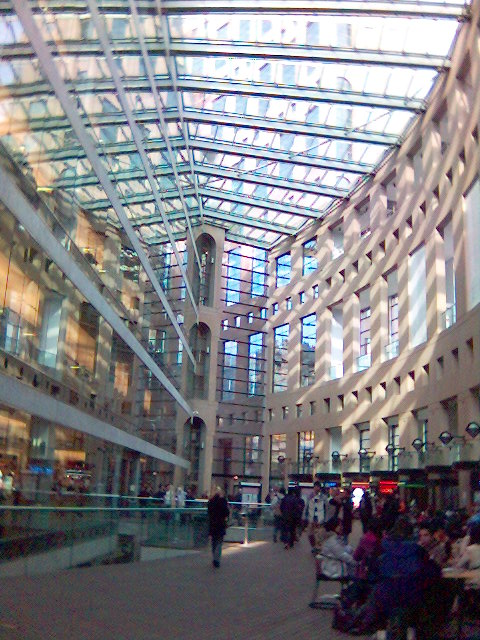
도서관 인테리어
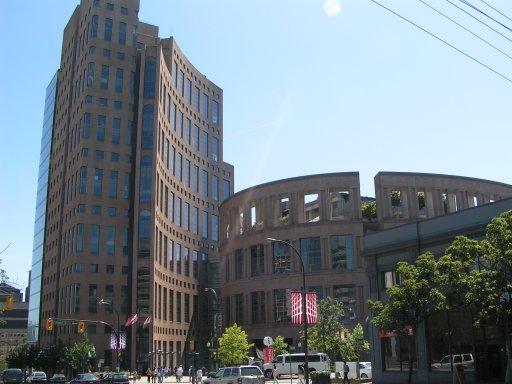
라이브러리 광장
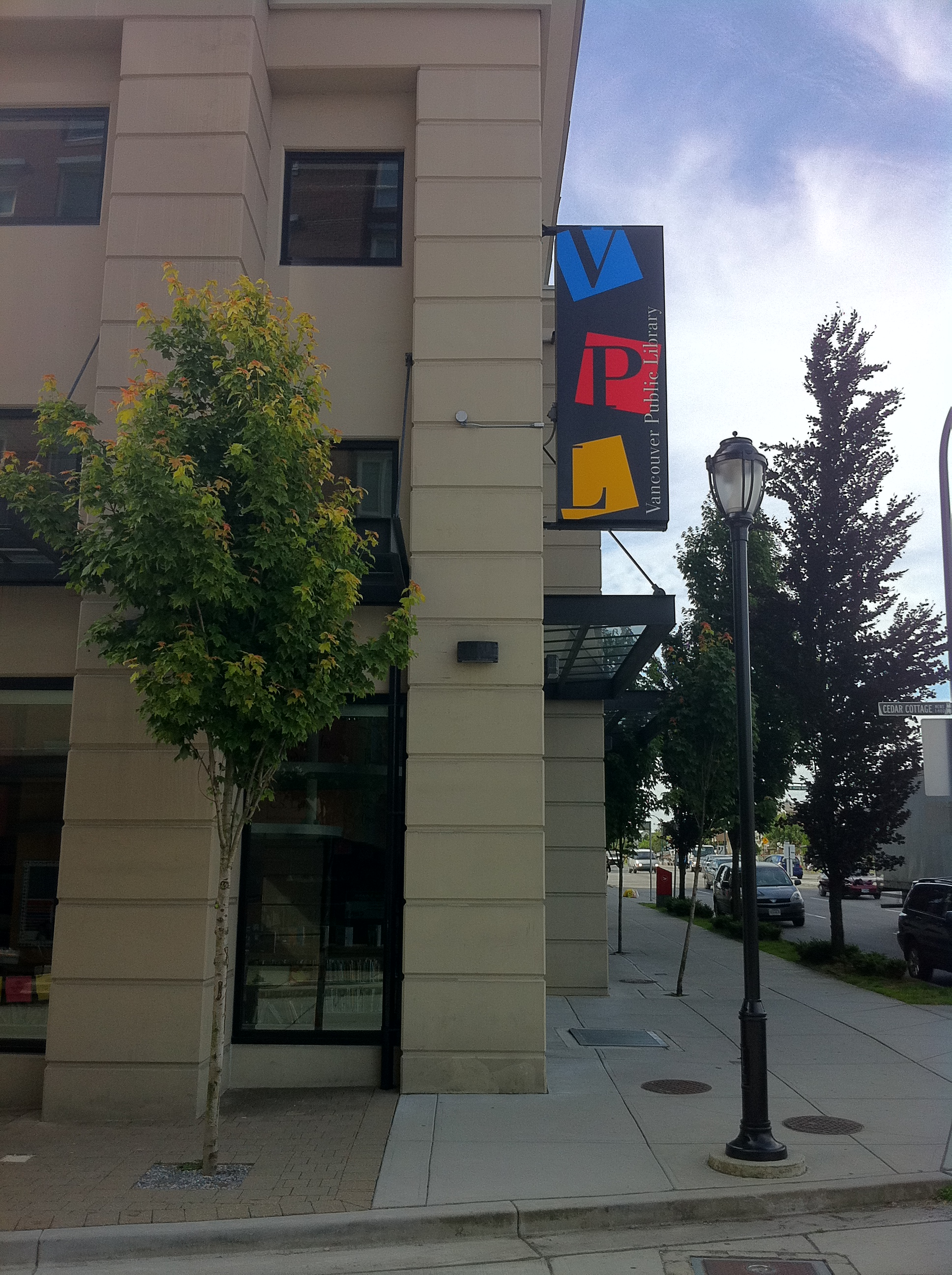
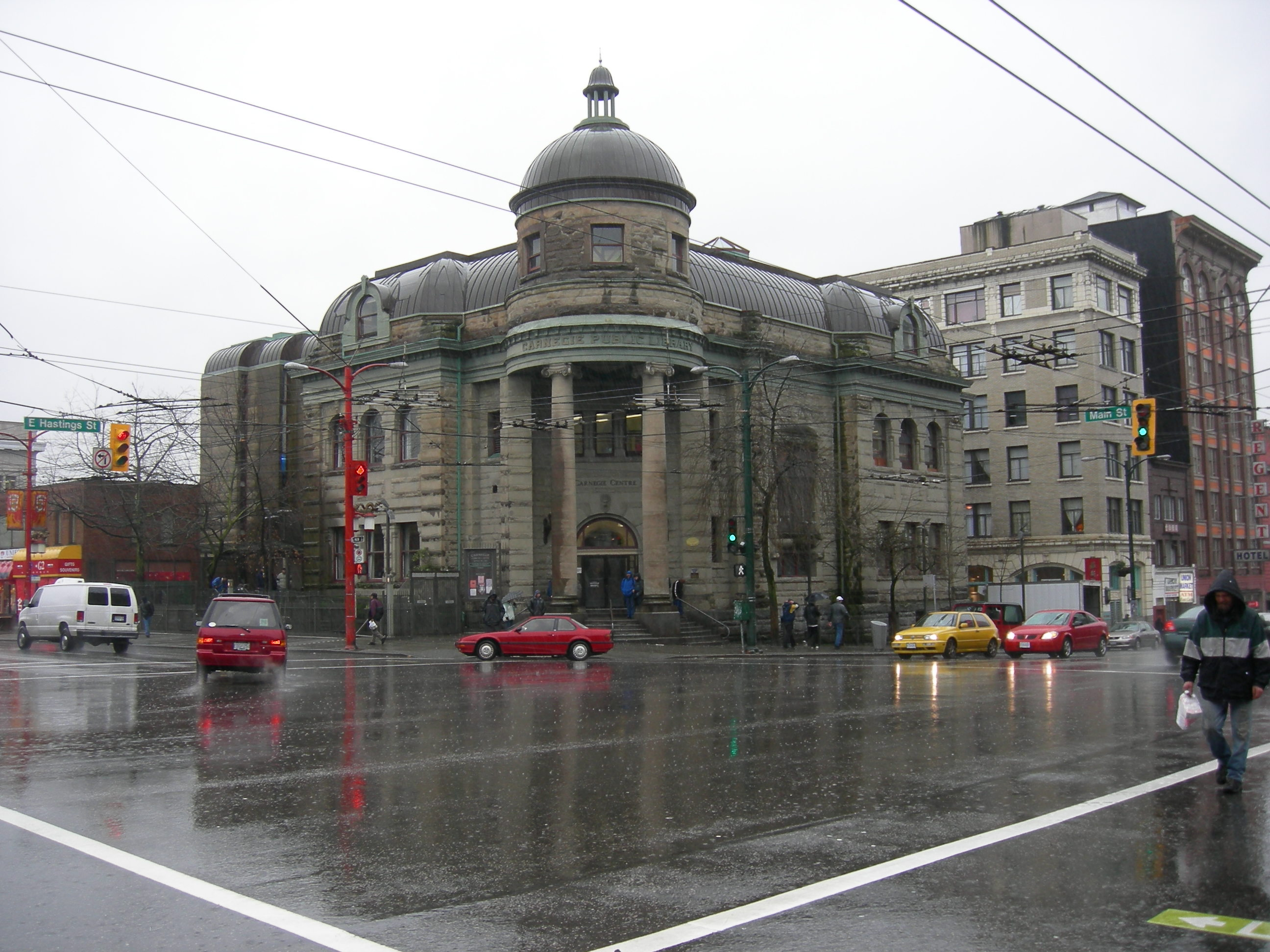